# Napromek (osada w województwie warmińsko-mazurskim)
Napromek (dawniej Mały Napromek, niem. Gut Nappern) – osada w Polsce położona w województwie warmińsko-mazurskim, w powiecie iławskim, w gminie Lubawa, przy drodze wojewódzkiej nr 537. W latach 1975–1998 miejscowość administracyjnie należała do województwa olsztyńskiego.

## Historia
Wieś lokowana w 1351 r. na 17 włókach, nadanie otrzymał Prus o imieniu Naproke. W 1537 r. była to wieś wolna od szarwarku, podobnie jak Łabsztynek (wskazuje to, że mieszkali tu wolni). W 1540 r. w Napromku mieszkało czterech wolnych chłopów. W roku 1557 książę Albrecht nadał Janowi z Witramowa, staroście z Pasłęka, jedna włókę w Gierłoży oraz prawo budowy wiatraka w Napromku. W 1584 r. wieś należała do Fabiana i Nikiela z Witramowa, którzy zobowiązani byli do jednej służby zbrojnej (wystawienie jednego zbrojnego w razie wojny). W 1650 r. wieś należała do rodu Kalksteinów. Do początku XVIII w. właścicielem Napromka oraz Czerlina był Jan Sarschewski (Zakrzewski). W 1783 r. w miejscowości były dwa domy. W 1820 w majątku ziemskim, należącym do von Brandta, były cztery domy, zamieszkane przez 15 ludzi. W 1861 r. był to majątek rycerski o powierzchni 2647 mórg i zamieszkały przez 213 osób (w tym 48 katolików). W 1895 r. do Napromka należało 271 ha a do majątku ziemskiego 568 ha. We wsi mieszkało 160 katolików a w majątku 111 osób (w tym 48 katolików).  
Podczas plebiscytu, który odbył się latem 1920 roku na terenach Warmii i Mazur, za przynależnością do Polski opowiedzieli się jedynie mieszkańcy 5 wsi — między innymi wsi Napromek, wsi Lubstynek, a także wsi Groszki, zlokalizowanych w byłym powiecie ostródzkim. W Napromku za Polską oddano 45 głosów, za Prusami Wschodnimi – 43 głosy. 
W innych miejscowościach powiatu ostródzkiego, pozostałych w Niemczech na skutek niekorzystnego dla Polski wyniku plebiscytu, powstało wiele pomników-głazów upamiętniających pozostanie tych ziem na trwałe w Rzeszy Niemieckiej. Po zakończeniu II wojny światowej pomniki-głazy niszczono.
W okresie międzywojennym w miejscowości stacjonowała placówka Straży Granicznej I linii „Napromek”.